# Kitzingen (stad)

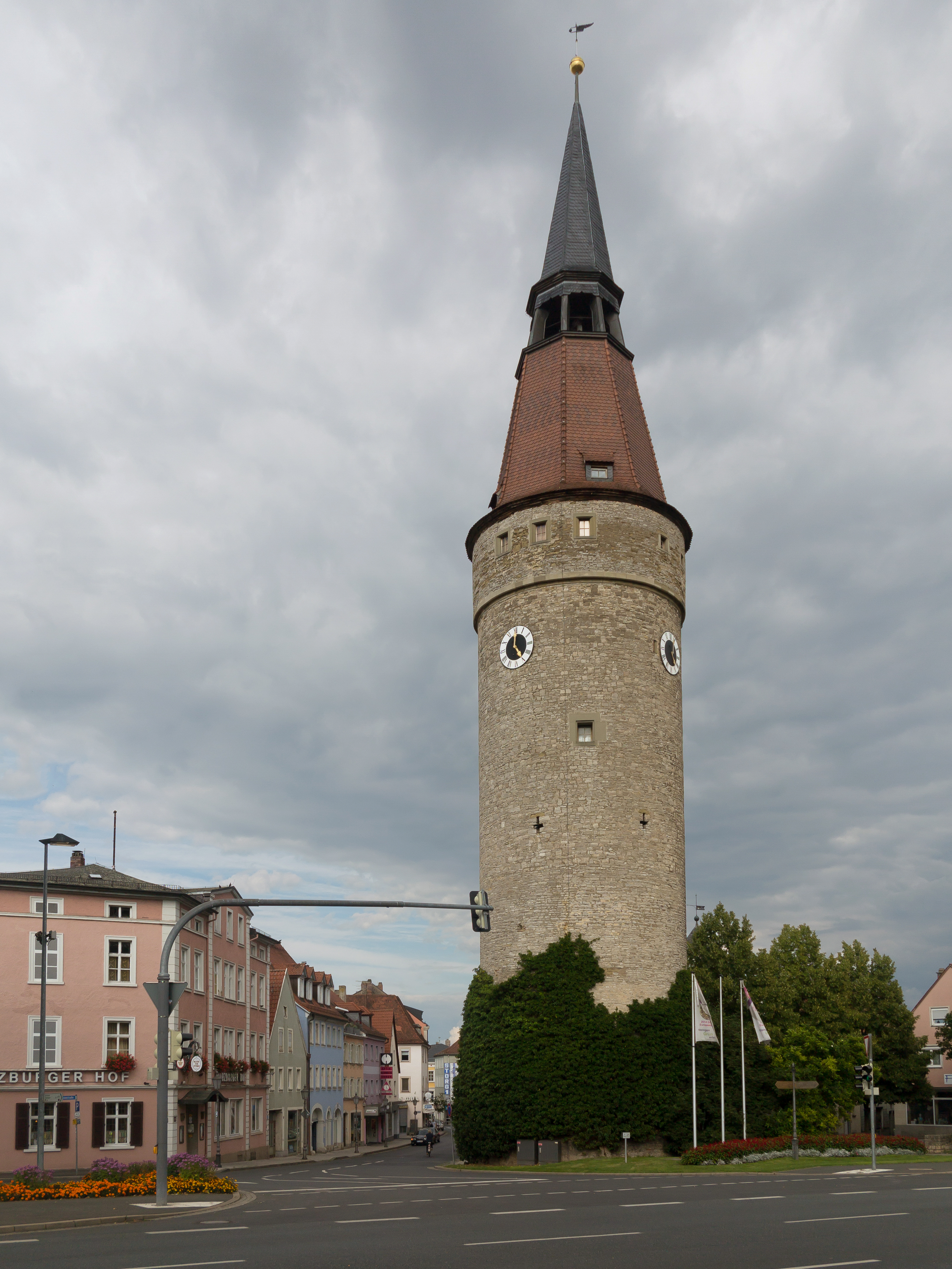
Kitzingen, toren: der Falterturm

Kitzingen is een plaats in de Duitse deelstaat Beieren. Het is de Kreisstadt van het Landkreis Kitzingen. De stad telt 22.141 inwoners. Naburige steden zijn onder andere Dettelbach, Iphofen en Mainbernheim.

## Hitterecord
Op 5 juli 2015 werd in Kitzingen met 40,3°C Duitslands hoogste dagtemperatuur gemeten (het oude record van 40,2°C stamde uit 2003 in Freiburg). Op 25 juli 2019 werd het record ruim verbroken door Lingen, toen het daar 42,6°C werd.
Abtswind ·
Albertshofen ·
Biebelried ·
Buchbrunn ·
Castell ·
Dettelbach ·
Geiselwind ·
Großlangheim ·
Iphofen ·
Kitzingen ·
Kleinlangheim ·
Mainbernheim ·
Mainstockheim ·
Markt Einersheim ·
Marktbreit ·
Marktsteft ·
Martinsheim ·
Nordheim am Main ·
Obernbreit ·
Prichsenstadt ·
Rödelsee ·
Rüdenhausen ·
Schwarzach am Main ·
Segnitz ·
Seinsheim ·
Sommerach ·
Sulzfeld am Main ·
Volkach ·
Wiesenbronn ·
Wiesentheid ·
Willanzheim